# زملول بابوياني
زملول بابوياني (الاسم العلمي:Exobasidium papuanum) هو نوع من الفطريات يتبع جنس الزملول من الفصيلة الزملولية.